# Cusco (regiune)

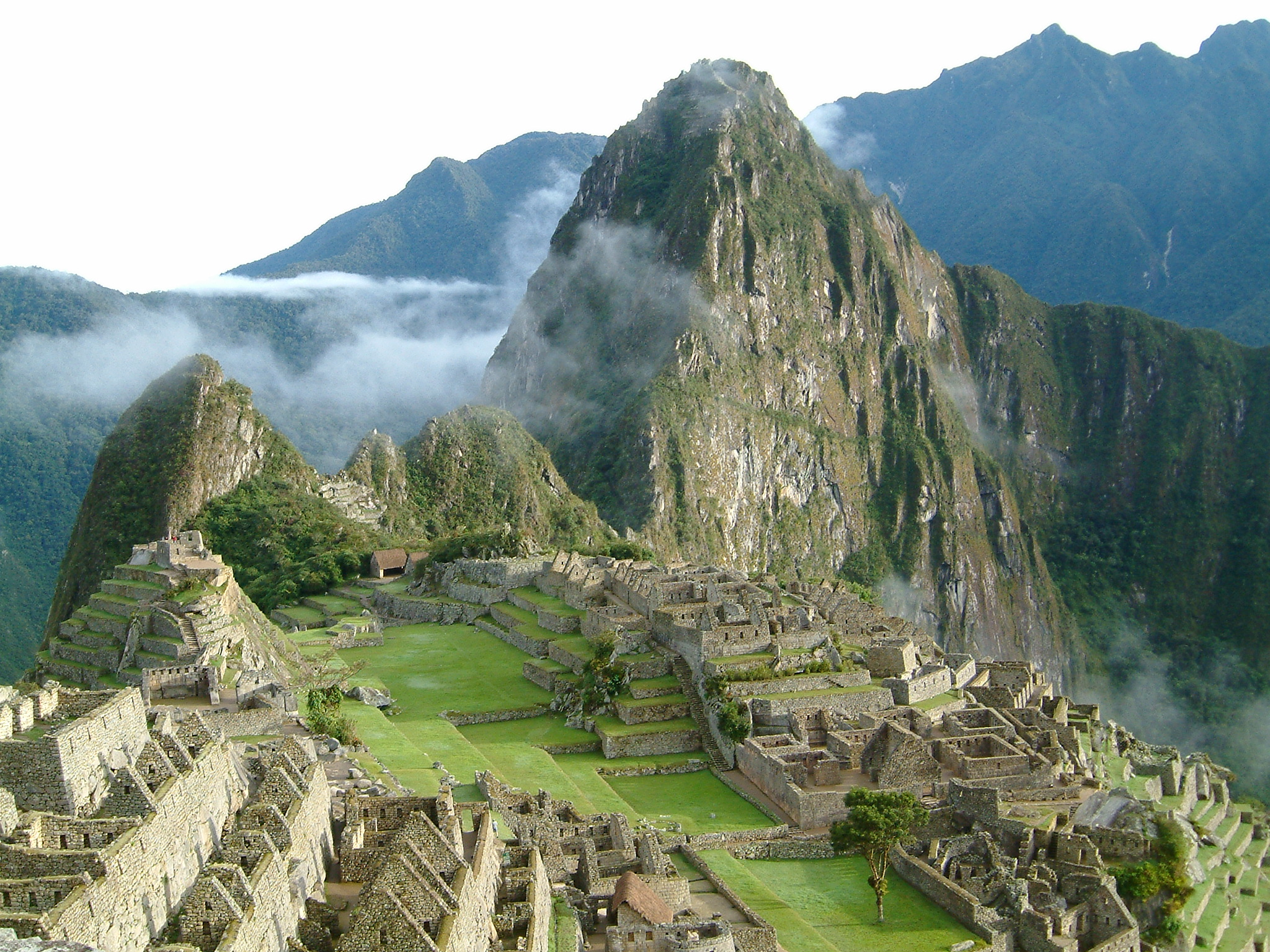
Machu Picchu

Regiunea Cusco (în spaniolă Departamento de Cusco, în Quechua: Qusqu suyu, de asemenea, scris și Cuzco) este o regiune din Peru. Se învecinează cu regiunile Ucayali la nord, Madre de Dios și Puno la est, Arequipa la sud și Apurímac, Ayacucho și Junín la vest. Capitala sa este orașul Cusco, capitala Imperiului Inca. 

## Provincii
| Provincia     | Capitala    |
| ------------- | ----------- |
| Acomayo       | Acomayo     |
| Anta          | Anta        |
| Calca         | Calca       |
| Canas         | Yanaoca     |
| Canchis       | Sicuani     |
| Chumbivilcas  | Santo Tomás |
| Cusco         | Cusco       |
| Espinar       | Yauri       |
| La Convención | Quillabamba |
| Paruro        | Paruro      |
| Paucartambo   | Paucartambo |
| Quispicanchi  | Urcos       |
| Urubamba      | Urubamba    |